# Richard Schmincke
Richard Egidius Schmincke (* 17. Oktober 1875 in Altenritte; † 19. August 1939 in Berlin) war ein deutscher Arzt und Politiker (SPD/USPD/KPD). In der Weimarer Republik war er für die KPD Mitglied des Sächsischen Landtages.

## Herkunft, Medizinstudium und Kriegsteilnahme
Schmincke beendete seine Schullaufbahn an einem Gymnasium in Korbach mit dem Abitur. Anschließend absolvierte er ab dem Jahr 1897 ein Medizinstudium an den Universitäten Marburg, Halle an der Saale und Leipzig. Er wurde im Jahr 1902 zum Dr. med. promoviert und approbiert. Danach war er zunächst bei Robert Koch forschend tätig. Anschließend als Schiffsarzt beschäftigt ließ er sich 1905 als Badearzt in Bad Elster nieder und war ab 1913 zusätzlich in Rapallo tätig. Am Ersten Weltkrieg nahm er als Militärarzt teil und leitete einen Lazarettzug. Nach der Kriegsteilnahme war er zunächst als Arzt in Hamburg tätig, kehrte dann nach Bad Elster zurück und ließ sich schließlich in Leipzig nieder.

## Politische Betätigung
Geprägt von den Kriegserlebnissen hatte sich bei ihm ein radikaler politischer Gesinnungswandel vollzogen: Vor dem Krieg SPD-Mitglied, wechselte er von dort zur USPD und schloss sich 1919 der KPD an. Im November 1921 gehörte er für die KPD dem Gemeinderat in Bad Elster an. Als Delegierter nahm er 1923 am 8. Parteitag der KPD in Leipzig teil. Als Arzt Proletarischer Hundertschaften im Vogtland beteiligte er sich führend am Widerstand gegen die nach Sachsen und Thüringen einmarschierende Reichswehr. Im November 1923 wurde er durch Reichswehrangehörige festgenommen und Ende Mai 1924 wegen Vorbereitung zum Hochverrat zu 20 Tagen Haft verurteilt. Ab August 1924 praktizierte er als Allgemeinmediziner in Dresden.
In Rapallo lernte er im Zuge der Vertragsverhandlungen zwischen dem Deutschen Reich und der Russischen Sozialistischen Föderativen Sowjetrepublik im Jahr 1922 die Außenpolitiker Georgi Wassiljewitsch Tschitscherin und dessen Stellvertreter Maxim Litwinow kennen. Danach behandelte er mehrfach in der Sowjetunion Partei- sowie Staatsfunktionäre und, beauftragt von der Komintern, 1924 den chinesischen Politiker Sun Yat-Sen. Für den in den Reichstag gewählten Ernst Schneller rückte er 1925 in den Sächsischen Landtag nach, dem er auch nach der Landtagswahl 1926 weiter angehörte. Er nahm im Jahr 1926 am 12. Parteitag der KPD in Berlin-Wedding teil und referierte auf dem Gründungskongress der Arbeitsgemeinschaft sozialpolitischer Organisationen (ARSO).

## Stadtrat für Gesundheitswesen in Berlin-Neukölln
Schmincke wurde Ende 1927 zum besoldeten Stadtrat für Gesundheitswesen in Berlin-Neukölln mehrheitlich gewählt, wobei die SPD-Abgeordneten gegen ihn votierten. Infolge der erfolgreichen Berufung legte er im November 1927 sein Landtagsmandat nieder. Zur Reichstagswahl 1928 kandidierte er erfolglos für die KPD. Er war 1932 Mitbegründer des kommunistischen Klubs der Geistesschaffenden. Aus dem Verein Sozialistischer Ärzte (VSÄ) wurde er im Dezember 1929 ausgeschlossen, da er zuvor in der Berliner Ärztekammer „zum Kampf gegen das verräterische Verhalten der Sozialdemokratie“ aufgerufen hatte. Schmincke stimmte mit der von der KPD propagierten Sozialfaschismusthese überein. Im Zuge seiner Funktion als Stadtrat für Gesundheitswesen geriet er mit Käte Frankenthal, seit 1928 Stadtärztin in Neukölln und damit Untergebene Schminckes, in Konflikt über gesundheitspolitische Fragen. Vergeblich war sein Versuch Frankenthals Ernennung zu verhindern, sie geriet so als SPD-Politikerin in die kommunalpolitischen Auseinandersetzungen zwischen Sozialdemokraten und Kommunisten.
Anfang Juli 1930 baute Schmincke die erste Sexual- und Eheberatungsstelle des Deutschen Komitees für Geburtenregelung in Neukölln auf. Im Calmette-Prozess der 1931/32 nach dem Lübecker Impfunglück durchgeführt wurde, war er bestellter Gutachter. Zuvor hatte er nach dem Blutmai 1929 vor einem Untersuchungsausschuss bezeugt, dass alle von ihm obduzierten Leichen Schussverletzungen durch Polizeimunition aufwiesen.

## Verfolgung im Nationalsozialismus und Freitod
Infolge der Reichstagsbrandverordnung wurde er am 28. Februar 1933 in Schutzhaft genommen, die er bis zu seiner Entlassung im Dezember 1933 im Gefängnis Berlin-Spandau verbrachte. In dieser Zeit wurde er vom Stadtratsamt Mitte März 1933 beurlaubt und schließlich nach dem Gesetz zur Wiederherstellung des Berufsbeamtentums entlassen. Nach der Haftentlassung wurde er von der Gestapo permanent überwacht. Aufgrund erzwungener Arbeitslosigkeit dachte Schmincke 1935 zeitweise eine Emigration in die Sowjetunion an und versuchte erfolglos sich wieder in Rapallo als Arzt niederzulassen. Am Kurfürstendamm führte er ab 1937 eine Privatpraxis. Dort behandelte er auch Antifaschisten und jüdische Bürger. Sein Doktortitel wurde ihm durch die Universität Leipzig im Dezember 1938 aberkannt. Der Berliner Polizeipräsident Wolf-Heinrich von Helldorff leitete gegen Schmincke wegen dessen früherer kommunistischer Betätigung ein Verfahren nach der Reichsärzteordnung zum Entzug der Approbation ein, die ihm Anfang August 1939 entzogen wurde, mit der Begründung: „Es muß daher auch weiterhin von der Auffassung ausgegangen werden, daß der Kläger auch heute noch nicht als national zuverlässig im Sinne der nationalsozialistischen Weltauffassung angesehen werden kann. Seine weitere Belassung im Ärztestand ist wegen dieser mangelnden nationalen Zuverlässigkeit daher nicht möglich.“
Nachdem er schließlich einem Berufsverbot unterlag, klagte er auf Wiederzulassung. Sein Einspruch wurde im Juli 1939 jedoch abgelehnt. Schmincke, der zuletzt ein Glaukom hatte, beging am 15. August 1939 Suizid.

## Familie
Richard Schmincke war der Sohn des Lehrers und Kantors Johann Heinrich Schmincke und dessen Ehefrau Martha Elisabeth, geborene Koch. Er hatte vier Geschwister. Vom Jahr 1920 bis zur 1925 erfolgten Scheidung war er mit Doris Ida, geborene Frömter, verheiratet. Sein Sohn aus dieser Ehe war der Sozialmediziner Werner Schmincke (1920–2003). Später war Schminke mit Änne Tischendorf († 1994) liiert. Das Paar bekam eine Tochter, die Autorin Anna Ricarda, verheiratete Bethke (* 1939).
Seine Tochter Ricarda Bethke zeichnet mit „Meine liebe Änne! Feature nach Briefen und Dokumenten aus den Jahren 1933 bis 1983“ das Leben ihrer Mutter „Änne“ nach und geht dabei auch auf die letzten Lebensjahre ihres Vaters in der Zeit des Nationalsozialismus ein. So habe ihre Mutter „Änne“ den wesentlich älteren Schmincke 1929 kennengelernt, der zeitweise auch mit der jüdischen Ärztin Ruth Lubliner (1886–1960) befreundet war. Nach der Scheidung von seiner Ehefrau Doris 1925 hatte Schminke den gemeinsamen Sohn allein erzogen. „Änne“ hat eine Ausbildung zu Krankenschwester absolviert und danach bei der Stellensuche durch das Verhältnis mit dem während der NS-Zeit verfemten Schmincke Schwierigkeiten gehabt. Schmincke habe nach dem Berufsverbot seit 1934 erfolglos im Zuge mehrerer Italienreisen versucht, sich als Arzt in Italien niederzulassen. Ab Mai 1939 sei er zunehmend depressiv geworden und habe sich schließlich wenige Wochen nach der Geburt der Tochter im Badezimmer seiner Wohnung erhängt. Dieses Feature wurde im Jahr 2008 im Deutschlandfunk gesendet und mit dem Hörfunk-Preis 2008 ausgezeichnet.

## Würdigungen
In Bad Elster befand sich am ehemaligen Wohnhaus Schminckes in der Richard-Schmincke-Straße 10 eine Gedenktafel mit folgender Inschrift: „In diesem Hause wohnte vom 11.4.1913 bis 4.5.1924 Dr. Richard Schmincke, geboren am 17. Oktober 1875, verstorben am 19. August 1939. Er war Landtagsabgeordneter und Gemeindevertreter der KPD. Sein Leben war Kampf für die Rechte der Werktätigen – für den Sozialismus, für das Ziel, Bad Elster zum Volksbad umzuwandeln“. In Radebeul befindet sich die Dr.-Schmincke-Allee.
Der Theaterwissenschaftler Ernst Schumacher widmete Schmincke das „Poem des Nichtvergessens. Ein Rezitatorium für Genossen Doktor Richard Schmincke zu Ehren des 60. Jahrestages der Großen Sozialistischen Oktoberrevolution“ (1977).

## Schriften (Auswahl)
- Die Wirkungen der Mineralquellen von Bad Elster, Leopold, Rostock 1913
- Das Gesundheitswesen Neuköllns, Berek, Berlin 1929

## Zeitschriftenbeiträge (Auswahl)
In: Der sozialistische Arzt
- Sozialhygienische Arbeit im Sächsischen Landtag. Band II (1926), Heft 2–3 (November), S. 6–9; Textarchiv – Internet Archive